# Moussa Coulibaly
Moussa Hadj Coulibaly (ur. 19 maja 1981 w Bamako) – malijski piłkarz grający na pozycji środkowego obrońcy.

## Kariera klubowa
Coulibaly piłkarską karierę rozpoczął w klubie AS Bamako, wywodzącego się ze stolicy kraju. W 2000 roku zadebiutował w jego barwach w pierwszej lidze malijskiej. Grał tam przez 5 sezonów, zazwyczaj w wyjściowej jedenastce, ale nie osiągnął większych sukcesów. Na początku 2005 roku zawodnik wyjechał do Algierii i został zawodnikiem tamtejszego zespołu MC Algier, gdzie także wywalczył sobie miejsce w podstawowym składzie. W 2006 roku zdobył z nim Puchar Algierii, a w 2007 roku powtórzył ten sukces. W 2010 roku odszedł do libijskiego Al-Ahly Trypolis.
| Sezon   | Klub      | Kraj     | Rozgrywki            | Mecze | Bramki |
| ------- | --------- | -------- | -------------------- | ----- | ------ |
| 2004/05 | MC Algier | Algieria | Championnat National | 13    | 0      |
| 2005/06 | MC Algier | Algieria | Championnat National | 24    | 1      |
| 2006/07 | MC Algier | Algieria | Championnat National | 24    | 3      |
| 2007/08 | MC Algier | Algieria | Championnat National | 19    | 1      |
| 2008/09 | MC Algier | Algieria | Championnat National | 23    | 2      |
| 2009/10 | MC Algier | Algieria | Championnat National | 16    | 0      |

## Kariera reprezentacyjna
W reprezentacji Mali Coulibaly zadebiutował w 2005 roku. Rok wcześniej wystąpił na Igrzyskach Olimpijskich w Atenach, na których Mali nie wyszło z grupy. W 2008 roku został powołany przez Jeana-François Jodara do kadry na Puchar Narodów Afryki 2008.